# Charnett Moffett
Pour les articles homonymes, voir Moffett.
Charnett Moffett (né le 10 juin 1967 à New York et mort le 11 avril 2022 à Stanford) est un musicien américain de jazz. Il joue de la contrebasse, de la basse et de la basse piccolo.

## Biographie

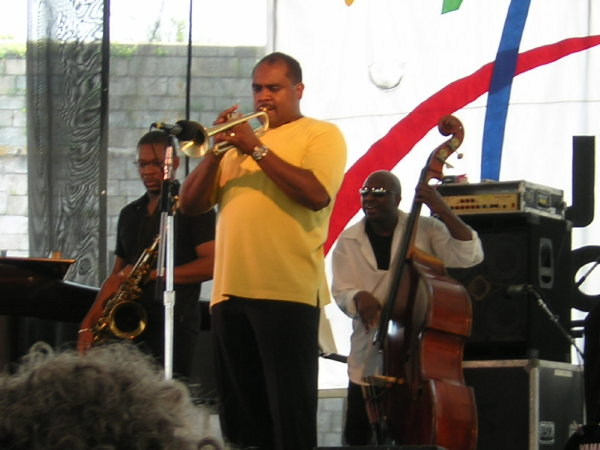
Charnett Moffett (à droite), Ravi Coltrane et Terell Stafford en 2005.

Son prénom est la contraction du prénom de son père, Charles, et de celui d'Ornette Coleman, saxophoniste de jazz avec qui son père Charles Moffett a joué en tant que percussionniste.
Durant son adolescence, Charnett Moffett a joué dans le groupe de son père, puis s'est construit une solide réputation de sideman en accompagnant Wynton Marsalis et Branford Marsalis. Charnett Moffett a depuis lors accompagné de nombreux musiciens de jazz tel que Stanley Jordan, Ornette Coleman, McCoy Tyner, Kenny Garrett, Mulgrew Miller, Courtney Pine, Arturo Sandoval, et Sonny Sharrock. Il est membre du Manhattan Jazz Quintet, du Moffett Family Band et du McCoy Tyner Trio.

## Discographie en tant queleader
- 1987 : Beauty Within (Blue Note)
- 1987 : Net Man (Blue Note)
- 1991 : Nettwork (Manhattan)
- 1994 : Planet Home (Evidence)
- 1996 : Still Life (Evidence)
- 2004 : For the Love of Peace (Piadrum)
- 2006 : Internet (Piadrum)
- 2009: The Art of Improvisation (Motéma)
- 2010: Treasure (Motéma)
- 2013: The Bridge: Solo Bass Works (Motéma)
- 2013: Spirit of Sound (Motéma)
- 2017: Music From Our Soul (Motéma)
- 2019: Bright New Day (Motéma)